# Mesorregión del Agreste Paraibano
La mesorregión del Agreste Paraibano es una de las cuatro mesorregiones del estado brasileño de Paraíba. Es formada por la unión de 66 municipios agrupados en ocho microrregiones.

## Microrregiones
- Brejo Paraibano
- Campina Grande
- Curimataú Occidental
- Curimataú Oriental
- Esperanza
- Guarabira
- Itabaiana
- Umbuzeiro

- Datos: Q2544669